# Уильям, Уилли
Уилли Уильям (14 апреля 1981, Фрежюс, Франция) — французский DJ, исполнитель и композитор.

## Биография
Уилли Уильям родился 14 апреля 1981 года в коммуне Фрежюс, но детство провел в Шампанье, Пеи-де-ла-Луар. Он рос в семье, любящей музыку. Будучи маленьким мальчиком, Уилли получил в подарок от матери гитару, с этого момента началось его увлечение музыкой. Он также научился играть на клавишных, а затем увлёкся компьютерной музыкой.

## Дискография
Слава к Уильяму пришла после его хита «B Boyz Shake da Body», написанного в соавторстве с диджеем Flex. Позже музыкант отметился совместными работами с такими маститыми звёздами, как Les Jumo, Will.I.Am и другими.
Помимо того, что он пишет музыку для многих исполнителей, он также продюсирует их песни. Уилли Уильям не просто делает ремиксы на треки звёзд, но и добавляет свои вокальные партии, что заставляет песни звучать по-новому. В 2013-м он отметился работой под названием «Li tourner», записанной совместно с DJ Assad и Alain Ramanisum, после чего присоединился к уже сформировавшемуся коллективу «Collectif Métissé», с которым работает и поныне. Выступая сольно, Уилли играет танцевальную музыку для клубов и больших дискотек, а вместе с группой — музыку dancehall reggae.
В 2014 году в соавторстве с Tefa & Moox артист делает кавер-версию всемирно известного хита Стинга «Englishman in New York», исполненную в ямайском стиле с элементами reggaeton. В 2015-м у певца выходит первый сольный сингл «Te quiero», после чего о Уилли заговорил весь мир. Песня заняла 24-е место в главном хит-параде Франции и 70-е в Бельгии. 
В 2016 году Уилли выпустил второй сингл под названием «Ego», который также известен как «Ale ale ale», ставший главным синглом с его альбома Une seule vie (2016) и его самым большим французским хитом в качестве сольного исполнителя. На сей раз Франция отдала песне Уилли Уильяма 17-е место, а Бельгия — 6-е. Клип на эту песню, загруженный на официальный канал Play On Label, всего за четыре месяца набрал более 50 миллионов просмотров.
Синглы
| Год  | Синглы         | Места в чартах | Места в чартах | Места в чартах | Места в чартах | Альбом               |
| Год  | Синглы         | RU             | FR             | BEL Wa         | ITA            | Альбом               |
| ---- | -------------- | -------------- | -------------- | -------------- | -------------- | -------------------- |
| 2015 | «Te quiero»    | —              | 24             | *tip           | —              |                      |
| 2015 | «Ego»          | 5              | 12             | 3              | 18             | Une seule vie (2016) |
| 2016 | «On s'endort?» | —              | 36             | 10             | —              | Une seule vie (2016) |

Совместно с
| Год  | Синглы                                                                         | Места в чартах | Места в чартах | Альбом                                             |
| Год  | Синглы                                                                         | FR             | BEL            | Альбом                                             |
| ---- | ------------------------------------------------------------------------------ | -------------- | -------------- | -------------------------------------------------- |
| 2011 | «Baila» (feat. Lylloo)                                                         | —              | —              |                                                    |
| 2012 | «C Show» (Les Jumo feat. Willy William & Vybrate)                              | —              | —              | Les Jumo album Cartes sur table                    |
| 2013 | «Je n’ai pas eu le temps» (Ridsa feat. Willy William & Ryan Stevenson)         | 76             | —              | From Ridsa EP Es tu fiesta featuring Willy William |
| 2013 | «Li tourner» (DJ Assad feat. Alain Ramanisum & Willy William)                  | 12             | —*             |                                                    |
| 2014 | «Alalila (Le Sega)» (DJ Assad feat. Denis Azor, Mario Ramsamy & Willy William) | 76             | —*             |                                                    |
| 2014 | «L’Italienne» (Les Jumo feat. Willy William and Frédéric François)             | —              | —              |                                                    |
| 2015 | «Englishman in New York» (Cris Cab feat. Tefa & Moox, Willy William)           | 41             | —              |                                                    |

Другие
- 2010: «Playground» (DJ Assad feat. Big Ali & Willy William)
- 2011: «Si t’es chaud» (Edalam feat. Willy William)
- 2011: «Hula Hoop» (Willy William feat. Lylloo)
- 2011: «I’m Free» (Adam Pride feat. Willy William)
- 2013: Es tu fiesta EP (Ridsa feat. Willy William)
- 2013: «C’est l'été» (Keen’V feat. Willy William)
- 2014: «La demoiselle» (Miky Uno feat. Willy William)
- 2015: «Le bordel» (Miky Uno feat. Willy William)